# Dariusz Solnica
Dariusz Solnica (ur. 16 listopada 1975 w Łukowie) – piłkarz grający na pozycji napastnika. Wychowanek klubu Orlęta Łuków. W Ekstraklasie rozegrał 94 mecze, zdobywając 9 bramek.

## Sukcesy
- Puchar Polski w sezonie 1996/97 z Legią Warszawa
- Superpuchar w roku 1997 z Legią Warszawa
- Król strzelców II ligi (aktualnie I liga) w sezonie 2000/2001 (16 bramek)